# Samuel Frisching (Schultheiss, 1638)

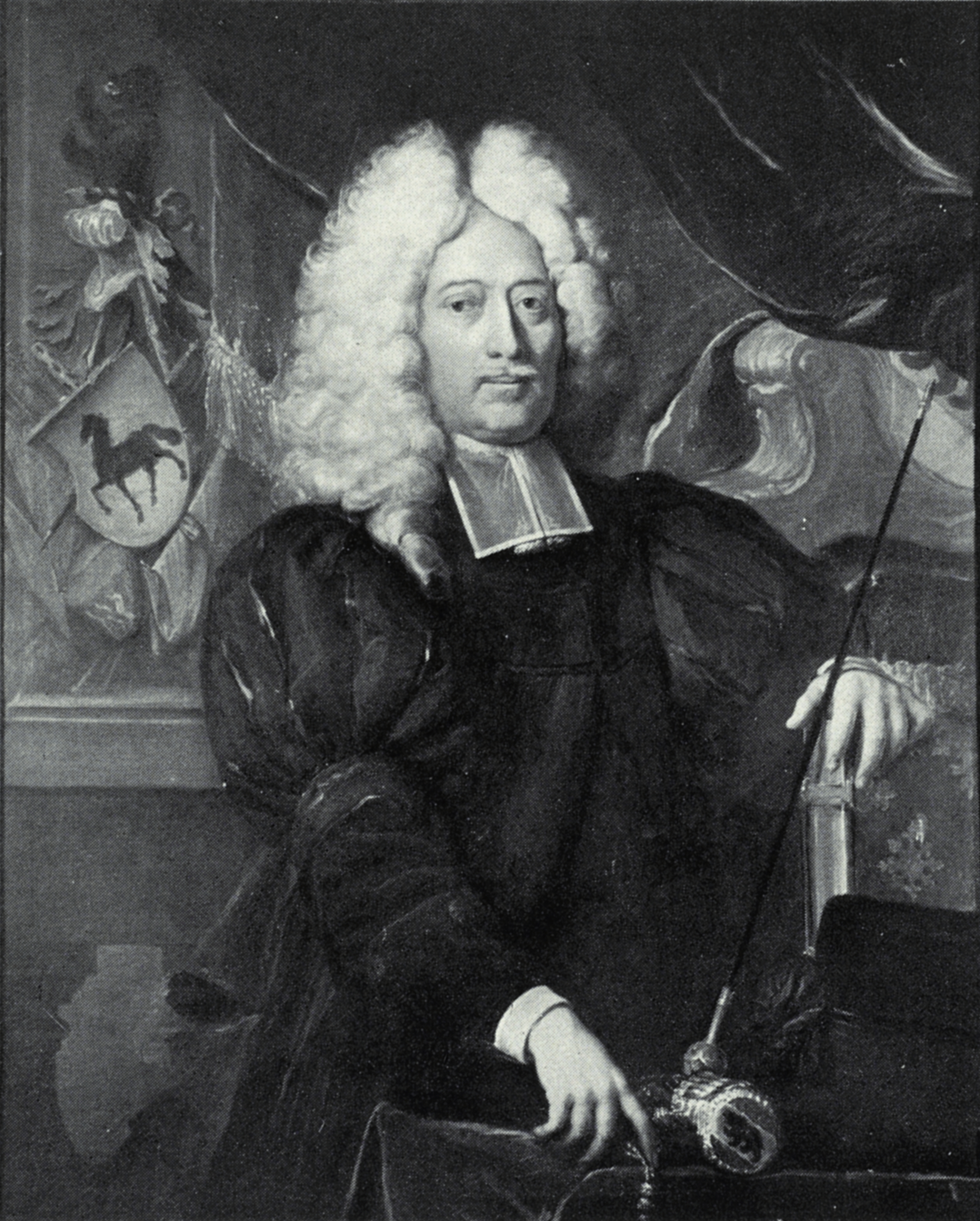
Samuel Frisching, Porträt von Johann Rudolf Huber (1716)

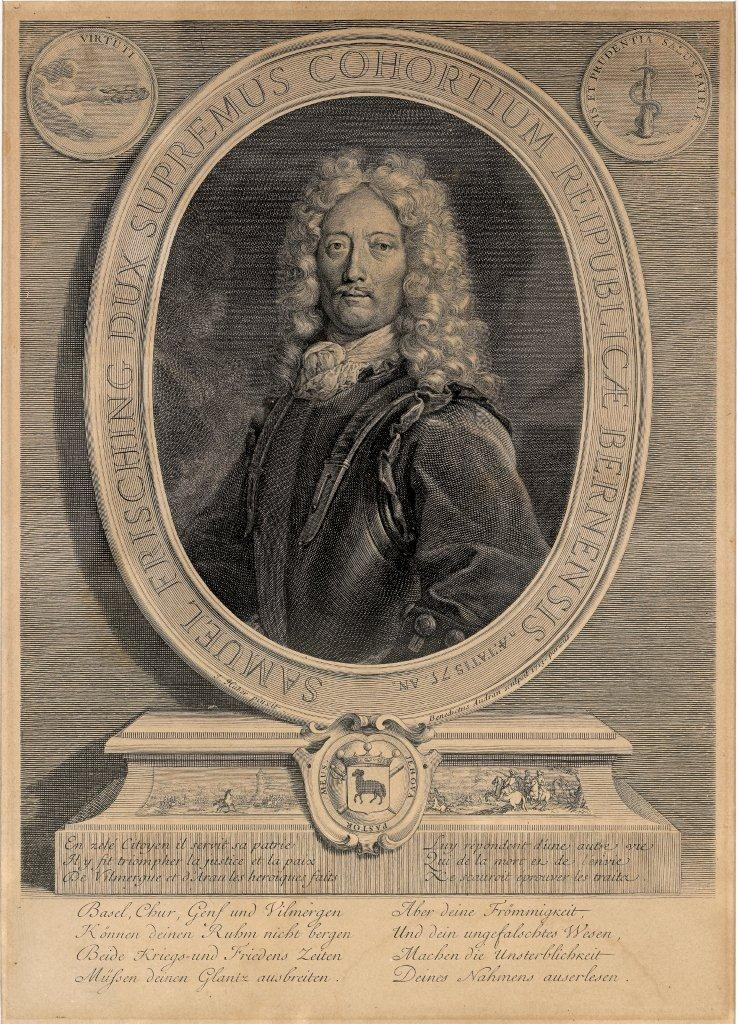
Samuel Frisching, Porträt von Benoît Audran, nach Johann Rudolf Huber (um 1713)

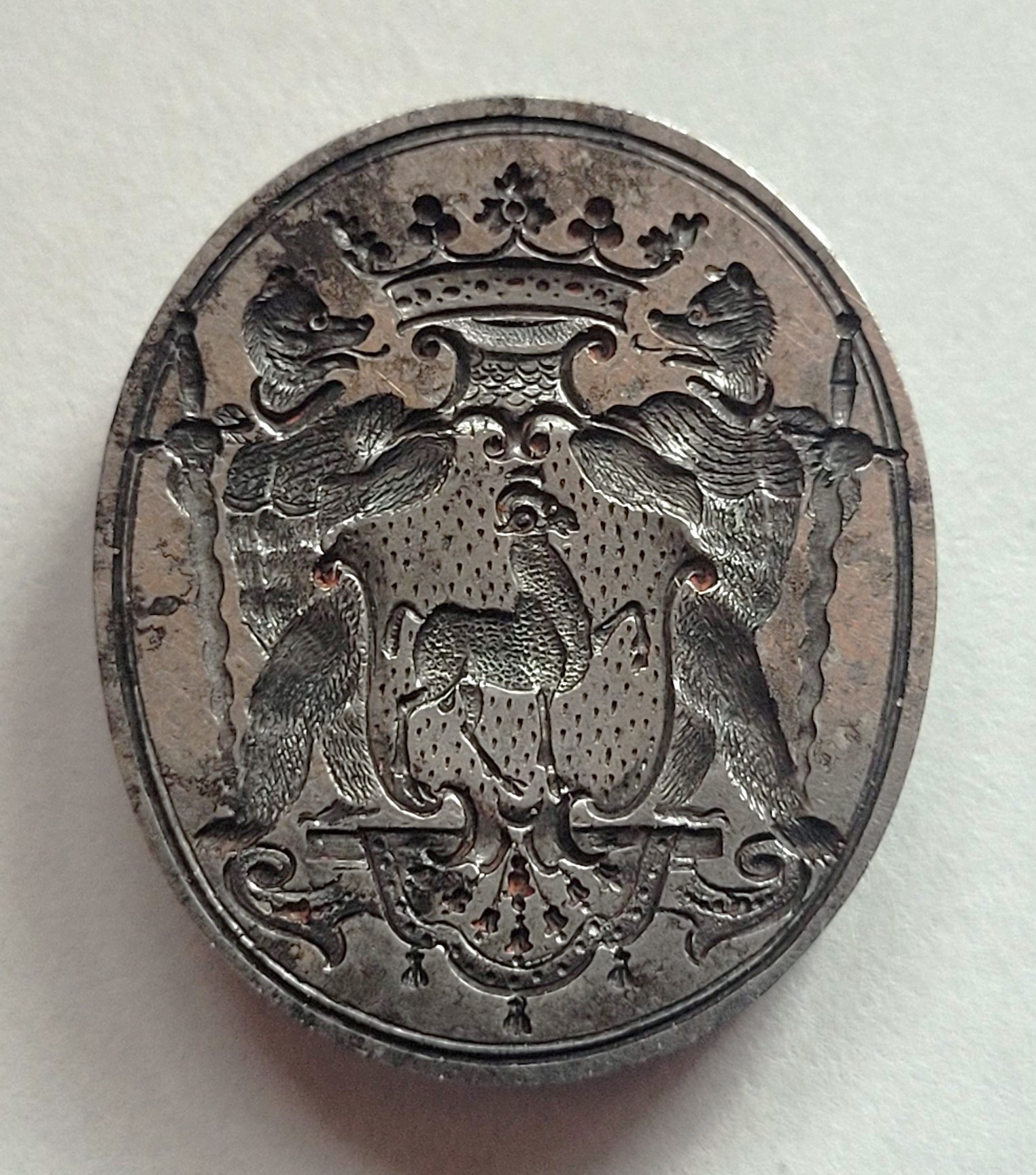
Petschaft für Samuel Frisching (zugeschrieben), ausgeführt möglicherweise durch Justin de Beyer, nach einem Entwurf von Johann Rudolf Huber (zugeschrieben), um 1710

Samuel Frisching (* 27. Juni 1638 in Bern; † 23. Oktober 1721 ebenda) war ein Schweizer Offizier und Schultheiss von Bern.

## Leben
Samuel Frisching entstammte der Berner Patrizierfamilie Frisching. Diese besitzt seit dem 15. Jahrhundert das Burgerrecht der Stadt Bern und gehört der Zunftgesellschaft zu Metzgern an. Er war ein Sohn des Samuel Frisching und der Susanna Lombach. Nach Abschluss der Hohen Schule in Bern studierte Frisching von 1656 bis 1657 an der Universität Genf. Gegen den Willen seines Vaters trat er als Zwanzigjähriger 1658 in die französische Schweizergarde ein und wurde bei der Schlacht von Gravelingen (Gravelines, heute Frankreich, Département Nord an der Nordsee) verwundet. Es folgte eine ausgedehnte Bildungsreise durch England, Schottland, die Niederlande und Deutschland. Schliesslich kehrte Frisching zurück in den Dienst seiner Heimatstadt.
1664 wurde er Mitglied des Grossen und 1685 des Kleinen Rats. Nach diversen weiteren Ämtern wurde er 1715 mit 77 Jahren Schultheiss. 1670 war er Schultheiss von Burgdorf gewesen. Er hatte zudem eine militärische Karriere verfolgt und war u. a. 1712 General des siegreichen protestantischen Bündnisses im zweiten Villmergerkrieg.
Von 1705 bis 1706 erweiterte Frisching den Stadtsitz seiner Familie an der Berner Junkerngasse nach Plänen von Joseph Abeille durch ein südlich vorgelagertes Stadtpalais (das heutige Béatrice-von-Wattenwyl-Haus), und 1709 erwarb er zusammen mit der gleichnamigen Herrschaft das Schloss Rümligen und liess es umbauen.
Seine Söhne Samuel, Gabriel und Johann Frisching erbten die Herrschaft Rümligen je zu einem Drittel. Infolge der Berner Bankenkrise zahlte Samuel seine beiden Brüder Gabriel und Johann aus und übernahm Rümligen allein.
Samuel Frischings Enkel Rudolf Emanuel Frisching (1698–1780) war Offizier und Magistrat. Er heiratete 1727 Anna Margaretha von Wattenwyl.

## Rezeption
Ein Attika-Standbild Frischings befindet sich an der Fassade des Hauptgebäudes der Berner Kantonalbank.

## Bilder

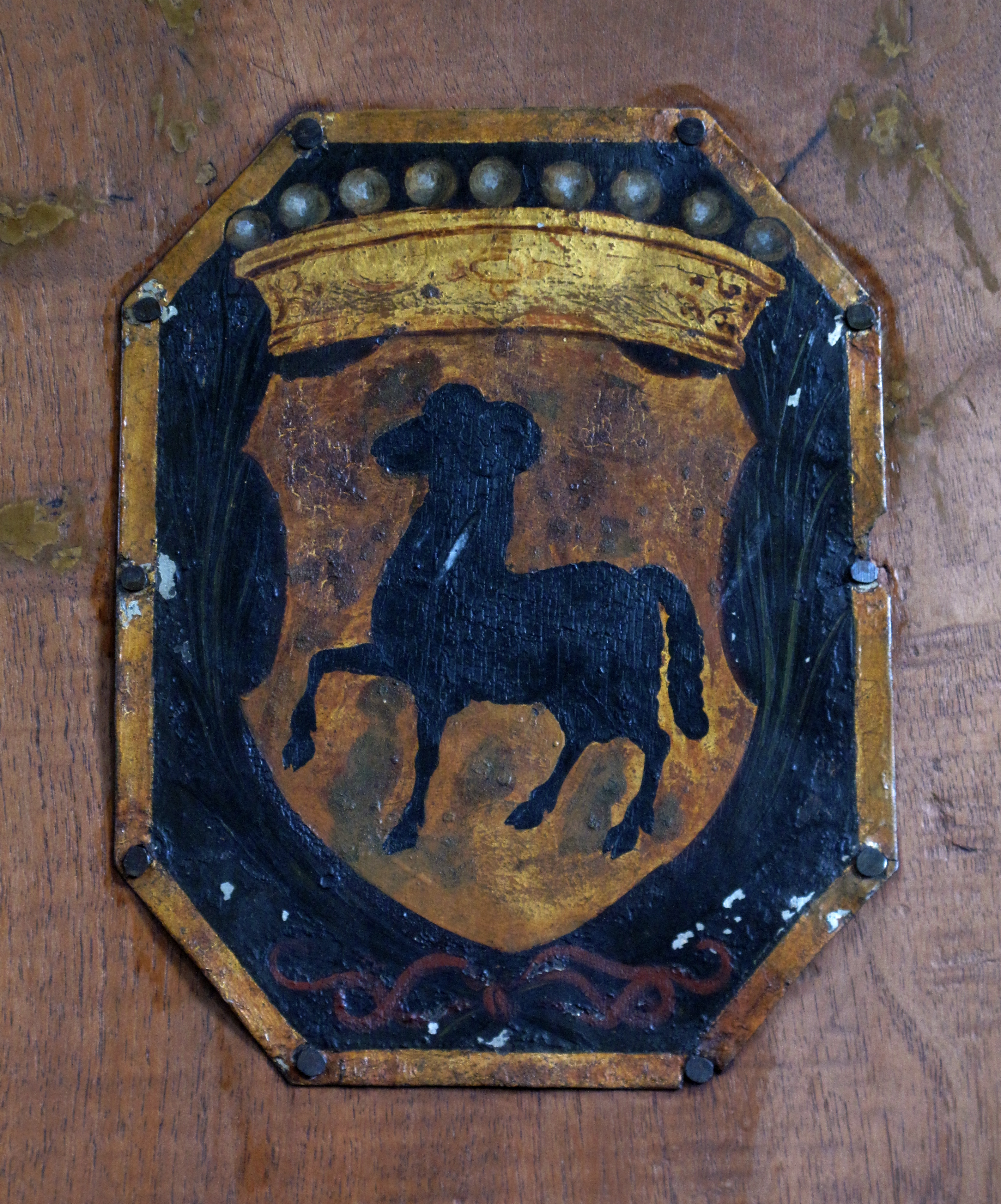
Kirchenortschild mit dem Wappen Frisching (Kirche Thurnen).
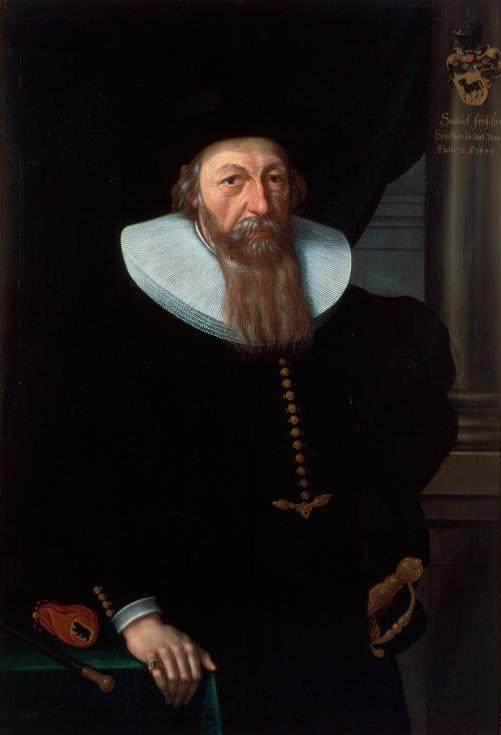
Sein Vater Samuel Frisching (I.) (1605–1683), Schultheiss von Bern 1668–1682.
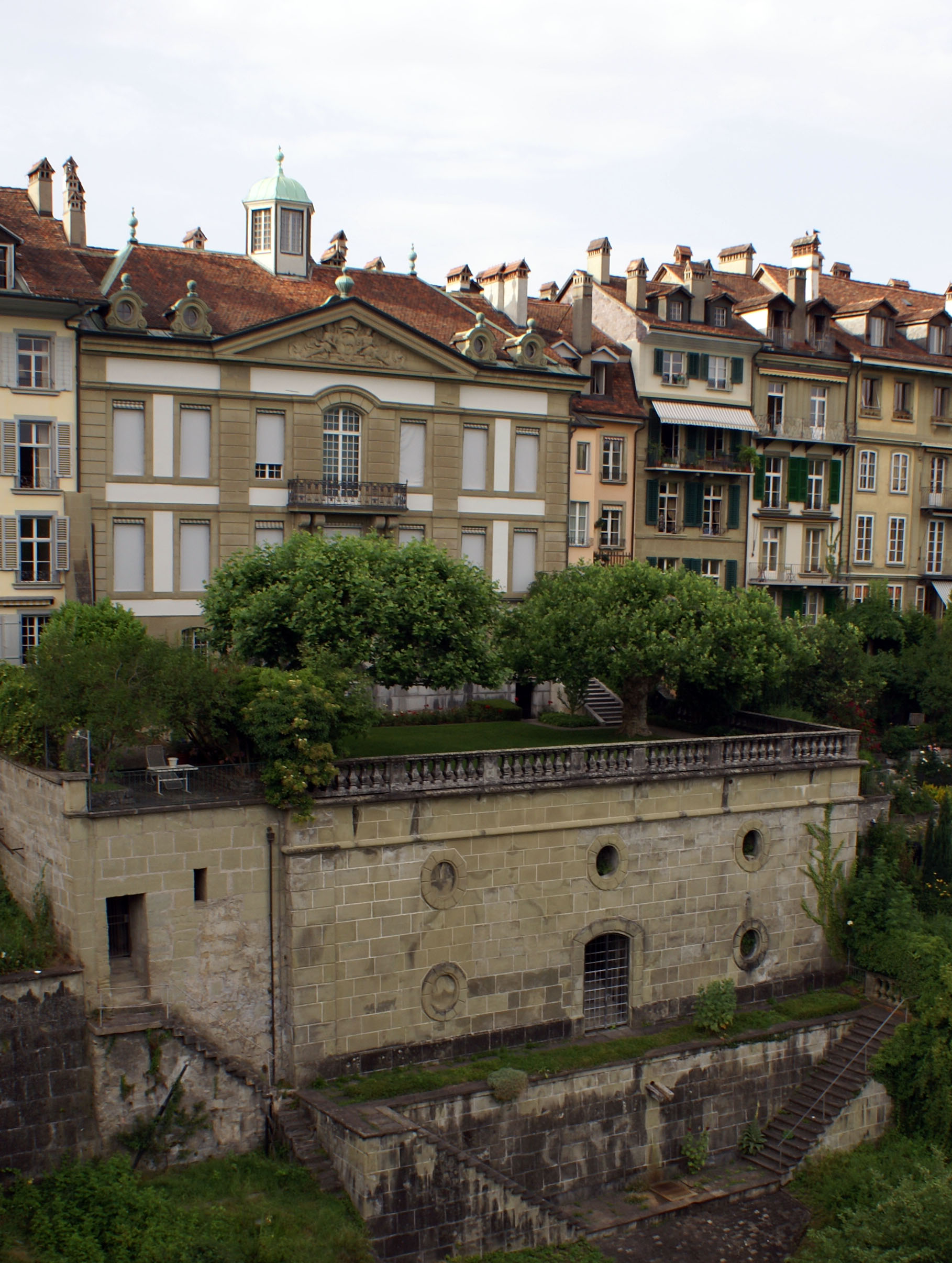
Stadtsitz seiner Familie, (das heutige Béatrice-von-Wattenwyl-Haus).
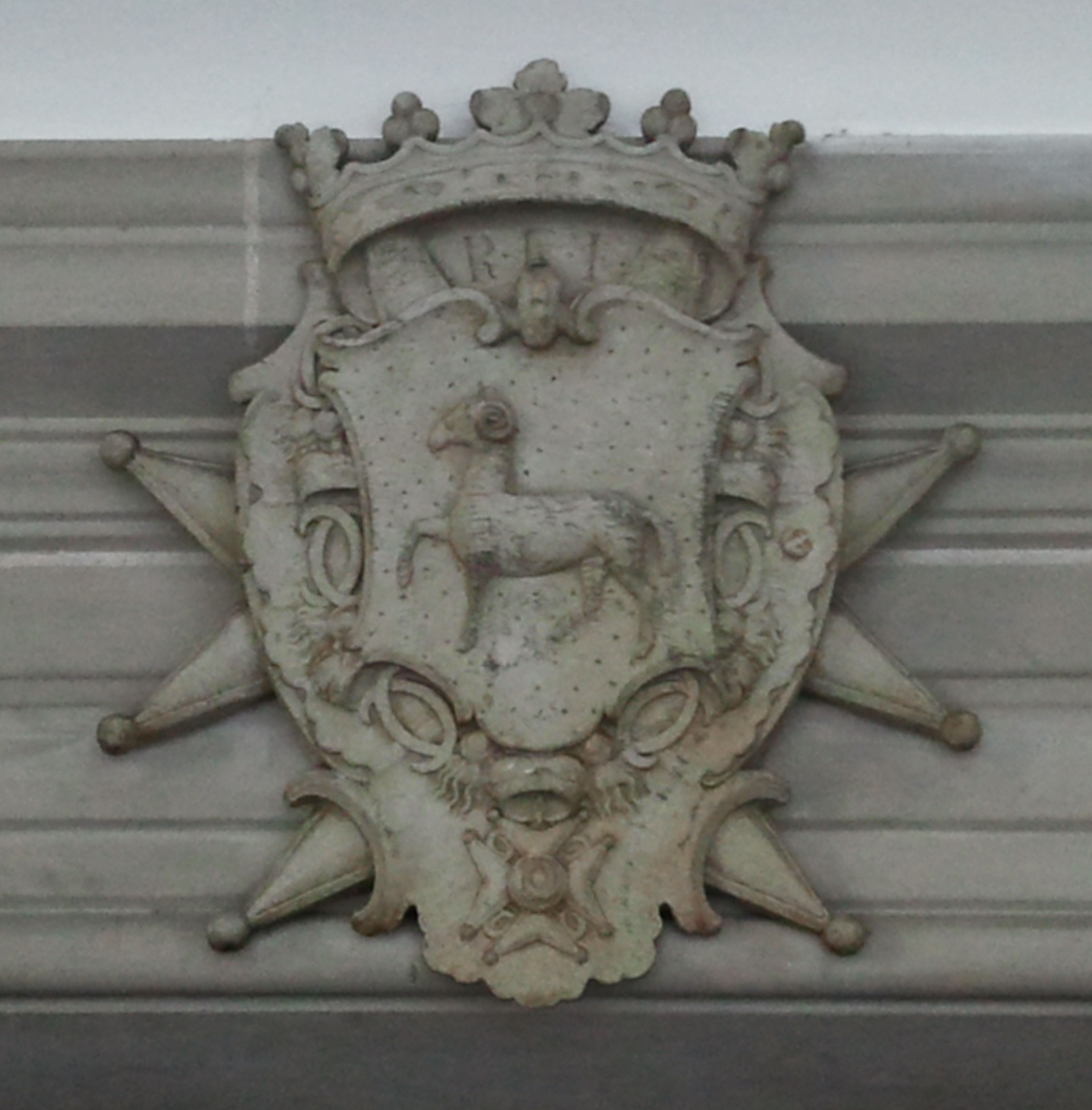
Wappenkartusche Rudolf Emanuel Frisching, Frischinghaus Bern, (das heutige Béatrice-von-Wattenwyl-Haus).
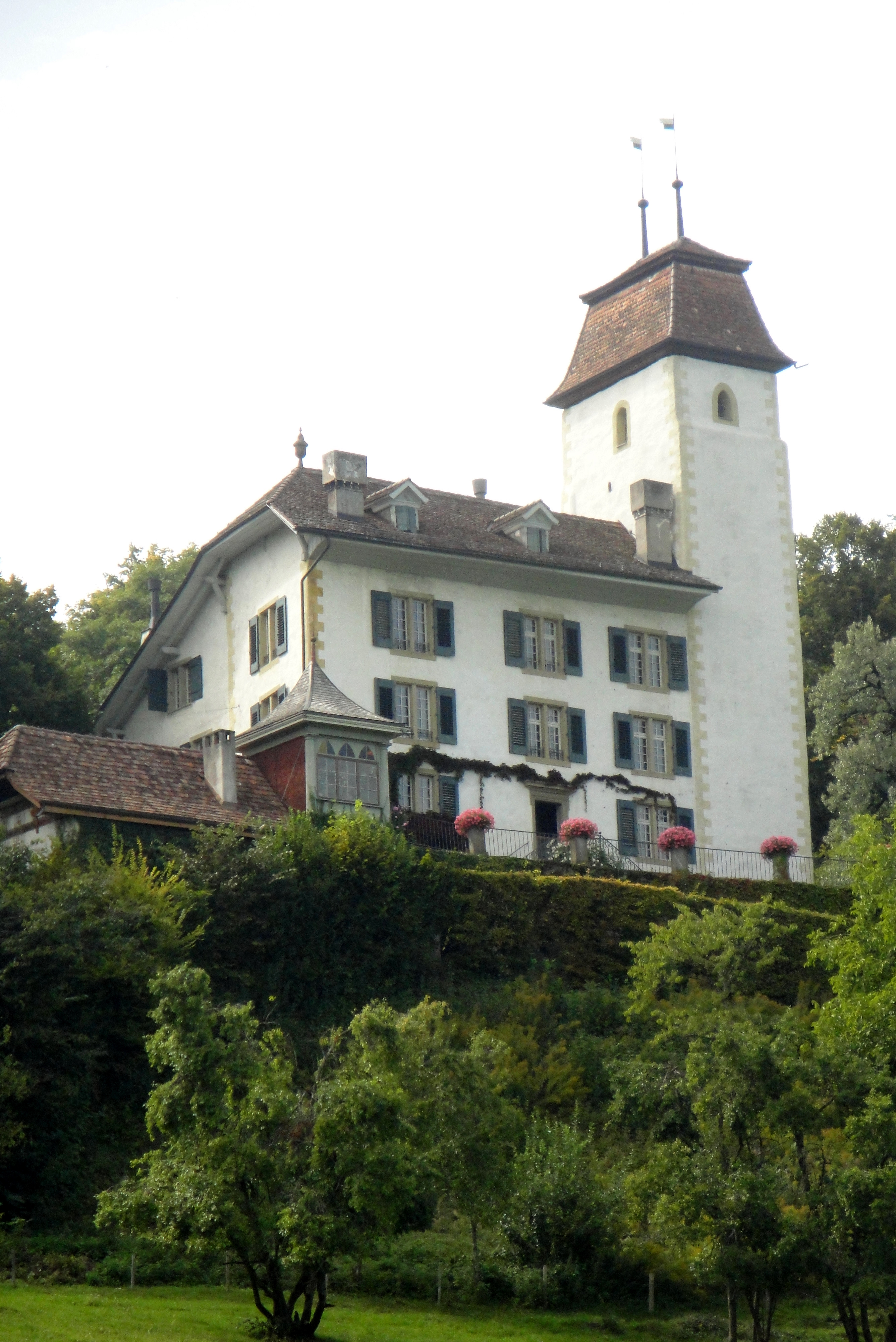
Schloss Rümligen.
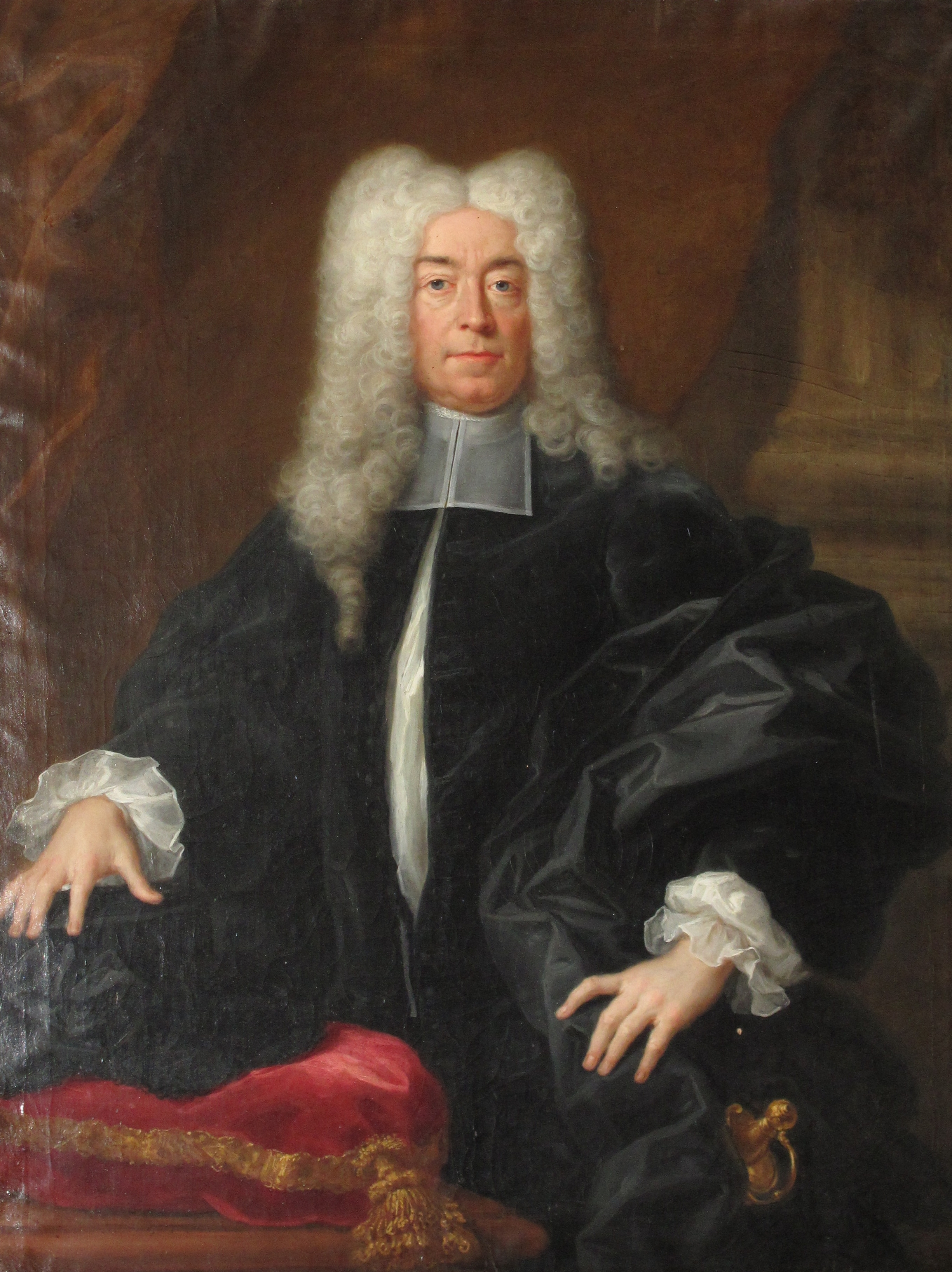
Ein Sohn Johann Frisching (1668–1726).
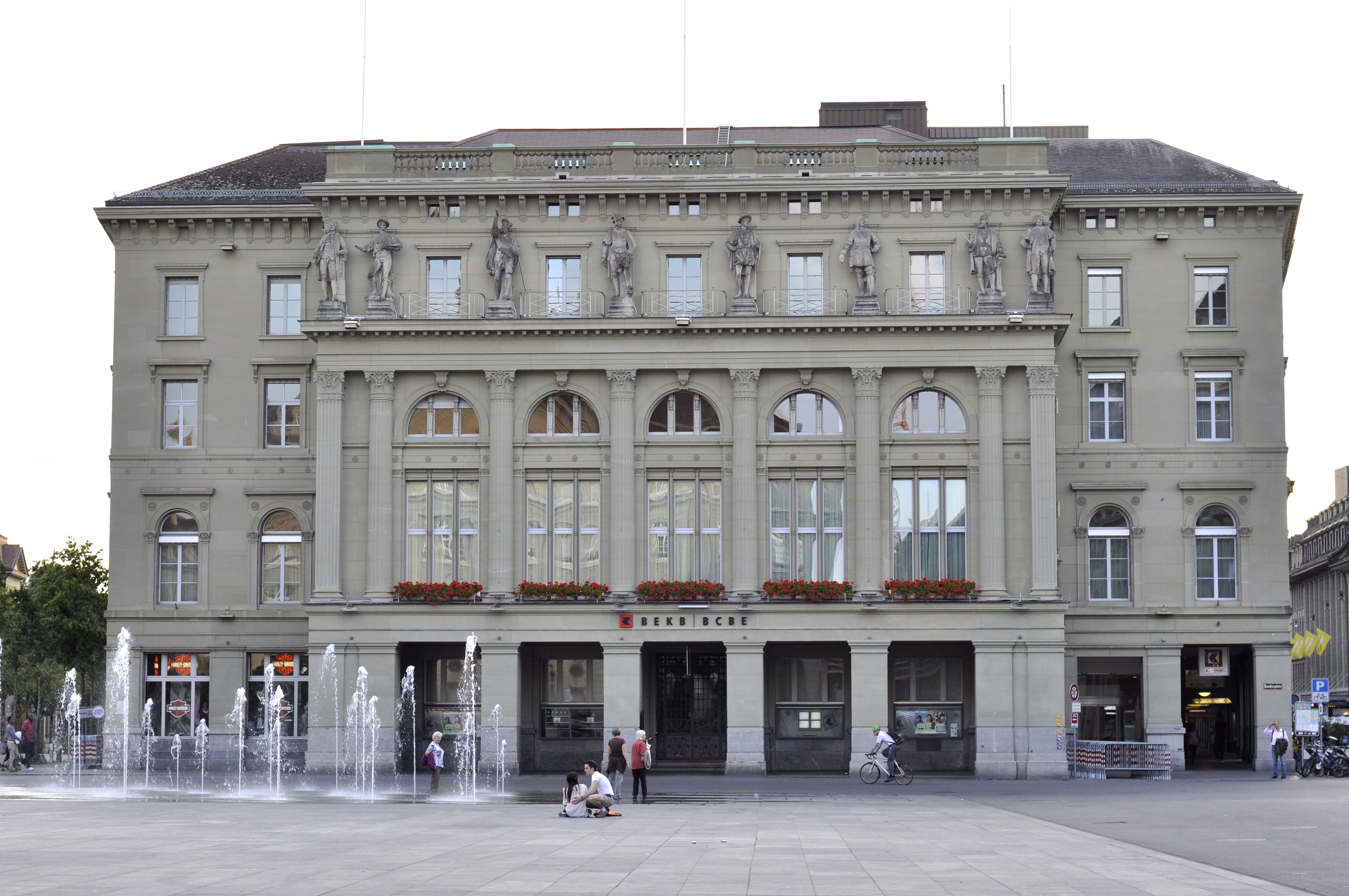
Fassade Hauptgebäude Kantonalbank Bern; dritte Statue rechts: Samuel Frisching (II.).